# 城中区 (西寧市)
城中区（じょうちゅう-く）は中華人民共和国青海省西寧市に位置する市轄区。

## 行政区画
- 街道:人民街街道、南灘街道、倉門街街道、礼譲街街道、飲馬街街道、南川東路街道、南川西路街道
- 鎮:総寨鎮